# Samhällsguiden
Samhällsguiden är en handbok i konsten att leva i Sverige. I boken finns information om det offentliga Sverige. Samhällets regelverk, utbud, rådgivning och service, från vaggan till graven.
I Samhällsguiden kan man hitta vilka regler som gäller i olika situationer i livet. Man finner svaren på både stora och små frågor som exempelvis; Jag ska köpa ett hus, var ansöker jag om lagfart? Om jag behöver hjälp utomlands, hur gör jag och vad har jag rätt till? Hur fungerar det med pension? Hur gör jag vid en begravning av någon som inte är medlem i svenska kyrkan?

## Historik
Den första utgåvan av Samhällsguiden gavs ut av Kommundepartementet i samarbete med Allmänna förlaget 1979. Justitierådet Fredrik Sterzel var då redaktör. Tredje upplagan togs fram genom Socialdepartementets försorg 1983. Boken utkom sedan vartannat eller vart tredje år fram till åttonde upplagan 1996. Sedan dess har den omarbetats i en ny upplaga varje år. 2010 års utgåva är den tjugoandra omarbetade upplagan, och aktualiserad med hänsyn till de förändringar som skett fram till augusti 2010.
Samhällsguiden ges sedan 2005 ut av Fritzes i egen regi. Allmänna förlaget är grunden till det som idag är Fritzes, som i sin tur är en del av Norstedts Juridik AB. Norstedts Juridik AB ägs av holländska Wolters Kluwer.